# Jaśkowo (Pisz)
Jaśkowo [jaɕˈkɔvɔ] (deutsch Jaschkowen, 1938 bis 1945 Reiherswalde) und Jaśkowo (osada leśna) sind zwei Orte in der polnischen Woiwodschaft Ermland-Masuren, die zur Stadt- und Landgemeinde Pisz (Johannisburg) im Powiat Pisz gehören.

## Geographische Lage
Das Dorf Jaśkowo liegt 350 Meter nördlich des Jezioro Nidzkie (Niedersee) im südlichen Osten der Woiwodschaft Ermland-Masuren, elf Kilometer südwestlich der Kreisstadt Pisz. Die Forstsiedlung Jaśkowo (osada leśna) ((Lage)) liegt wenige hundert Meter südöstlich des Dorfes.

## Geschichte
Das kleine vor 1718 Rudda, spätestens im Generalhufenschoß von 1718 Jeschkowen und bis 1938 Jaschkowen genannte Dorf wurde 1570 als Eisenhammer nebst zwei Hufen Land nach Köllmischem Recht gegründet, im Jahre 1700 als Schatullsiedlung mit neun Morgen Land. Die bis 1945 mit dem Dorf verbundene Försterei (heute: Jaśkowo (osada leśna)) gehörte zum Staatsforst Rudczanny (Johannisburger Heide).
Das Dorf Jaschkowen (bzw. Reiherswalde) gehörte zum Kreis Johannisburg im Regierungsbezirk Gumbinnen (ab 1905: Regierungsbezirk Allenstein) der preußischen Provinz Ostpreußen. Von 1874 bis 1945 war es mitsamt der Försterei in den Amtsbezirk Breitenheide eingegliedert.
Zu Jaschkowen gehörte bis 1945 auch der Wohnplatz Kruppa mit 14 Einwohnern im Jahre 1905 und einer Sägemühle, die über den Ort hinaus von Bedeutung war. 1938 wurde der Name in Geyersmühle geändert. Der Wohnplatz gehört heute weiterhin zu Jaśkowo; die ehemalige Sägemühle bietet Appartements für Touristen.
In Jaschkowen waren 1910 insgesamt 137 Einwohner gemeldet, im Jahre 1933 waren es 144. Am 3. Juni (amtlich bestätigt am 16. Juli) 1938 wurde Jaschkowen aus politisch-ideologischen Gründen der Abwehr fremdländisch klingender Ortsnamen in „Reiherswalde“ umbenannt. Die Einwohnerzahl belief sich im Jahre 1939 nur noch auf 129.
Im Jahre 1945 kam das Dorf in Kriegsfolge mit dem gesamten südlichen Ostpreußen zu Polen und erhielt die polnische Namensform „Jaśkowo“. Die kleine Forstsiedlung an der alten Försterei erhielt die polnische Bezeichnung „Jaśkowo (osada leśna)“. Beide Orte sind heute nichtselbständige Ortschaften im Verbund der Stadt- und Landgemeinde Pisz im Powiat Piski, bis 1998 der Woiwodschaft Suwałki, seither der Woiwodschaft Ermland-Masuren zugehörig. Jaśkowo zählte im Jahre 2011 insgesamt 152 Einwohner.

## Religionen
Jaschkowen war bis 1945 in die evangelische Kirche Johannisburg in der Kirchenprovinz Ostpreußen der Kirche der Altpreußischen Union sowie in die römisch-katholische Kirche in Johannisburg im damaligen Bistum Ermland eingepfarrt.
Heute gehören Jaśkowo und Jaśkowo (osada leśna) katholischerseits zur Pfarrgemeinde in Wiartel ((Groß) Wiartel) im Bistum Ełk der Römisch-katholischen Kirche in Polen. Die evangelischen Einwohner halten sich zur Kirchengemeinde in der Kreisstadt Pisz in der Diözese Masuren der Evangelisch-Augsburgischen Kirche in Polen.

## Schule
Das damals Rudda genannte Dorf wurde 1737 ein Schulort.

## Verkehr
Das Dorf Jaśkowo ist über den Nachbarort Wiartel zu erreichen. Die Osada leśna liegt westlich der von Pisz kommenden Nebenstraße. Eine Bahnanbindung besteht nicht.